# Comboio reversível

Comboio utilizando-se de locomotivas em ambos os lados.

Um comboio se dirigindo a diferentes sentidos utilizando-se de apenas uma locomotiva.

Em engenharia, um trem (português brasileiro) ou comboio (português europeu) é denominado reversível (ou push–pull) quando este possui uma locomotiva em cada extremidade.
Quando sua operação é revezada entre duas locomotivas temporariamente, se diz que o trem é reversível. O termo push-pull é principalmente utilizado no sistema em que locomotivas de cada extremidade operam ao mesmo tempo, embora este tipo de sistema seja menos comum, por demandar uma sincronia maior entre as duas locomotivas.

É o padrão mais utilizado para o comboio de metrô, por conta de sua versatilidade em manobrar tilhos que não possuem uma rotatória.

## Literatura
- King, Mike (2006). An Illustrated History of Southern Push–Pull Stock. [S.l.]: Ian Allan Publishing (OPC). p. 160 pages. ISBN 0-86093-596-5
- Lewis, John (1991). Great Western Railway Auto Trailers: Pre-grouping Vehicles (Part 1). [S.l.]: Wild Swan. p. 208 pages. ISBN 0-906867-99-1
- Lewis, John (1995). Great Western Railway Auto Trailers: Post-Grouping and Absorbed Vehicles (Part 2). [S.l.]: Wild Swan Publications Ltd. p. 184 pages. ISBN 1-874103-25-9
- Lewis, John (2004). Great Western Steam Railmotors: and their services. [S.l.]: Wild Swan Publications Ltd. ISBN 1-874103-96-8